# Волжская (станция метро)
«Во́лжская» — станция Московского метрополитена, расположена на Люблинско-Дмитровской линии между станциями «Печатники» и «Люблино». Открыта 28 декабря 1995 года в составе участка «Чкаловская» — «Волжская». Названа по близлежащему Волжскому бульвару.

## История
Станция открыта 28 декабря 1995 года в составе участка «Чкаловская» — «Волжская», после открытия которого в Московском метрополитене стало 157 станций.

## Конструкция и оформление

### Конструкция
Станция однопролётная, мелкого заложения (глубина заложения 8 метров). Выполнена по индивидуальному проекту: сооружена из сборных железобетонных конструкций, всё пространство, включая подземные вестибюли, платформу и камеру съездов, перекрыто унифицированными балками.

#### Уникальность конструкции
Станция «Волжская» возведена по новой технологии «полузакрытого» способа работ и представляет собой жёсткую однопролётную рамную конструкцию. Монолитные железобетонные стены выполнены методом «стена в грунте». По окончании их устройства был срезан грунт до проектной отметки по всей площади будущей станции и установлены балки перекрытия. Затем бетонировались монолитные железобетонные вставки, устраивалась гидроизоляция и производилась обратная засыпка грунта. Одновременно с этим разрабатывался грунт под перекрытием внутри станции, бетонировалась нижняя распорная плита, проводилась гидроизоляция стен и плиты, монтаж платформы. Время строительства станции по сравнению с проектным было сокращено почти на 25 %, расширилась возможность параллельного ведения работ и была достигнута экономия металла при возведении несущих конструкций.

### Интересные факты о конструкции
С конструктивной точки зрения, станция «Волжская» очень близка к станции «Виляновска» Варшавского метрополитена, отличается только отсутствием балконов.
Также станция отличается просторными турникетными залами, широкой платформой, а также заделами под входы на балконы и под пересадку.
Столь интересные нюансы в конструкции объясняются очень просто: согласно первоначальным проектам БКЛ, именно станция «Волжская» должна была стать пересадочной станцией. Ради пересадки на БКЛ были спроектированы заделы под балконы и под пересадку. Позднее трассировка БКЛ изменилась, пересадочной стала станция «Печатники». Поэтому, от балконов было решено отказаться в ходе строительства.

### Оформление
Вестибюли и платформенное пространство станции выполнены в едином стиле. Путевые стены облицованы эмалированным алюминием белого (вверху) и красного (посередине) цветов и мрамором (внизу). Пол выложен гранитом светло-серого цвета. По оси зала располагаются группы сидений и оригинальные светильники, размещённые в торшерах, обеспечивающие освещение станции. Вследствие всего этого станция — одна из самых тёмных в Московском метрополитене.

## Вестибюли
Выход в город осуществляется по лестницам на Краснодонскую улицу, к Волжскому бульвару и к ГКБ имени В. П. Демихова через восточный подземный вестибюль в Парк имени Шкулёва и к улице Шкулёва через западный подземный вестибюль. В 2023 году проведено благоустройство территории и открыт надземный переход через Краснодонскую улицу на подходе западному вестибюлю со стороны Краснодонской улицы.

## Путевое развитие
Изначально первая очередь Люблинской линии должна была пройти до станции «Люблино», поэтому после неё был построен однопутный тупик. Однако в связи со скорейшей необходимостью сдачи первого участка линии именно в 1995 году конечной стала изначально не предусмотренная для этого «Волжская», поэтому для оборота составов перед станцией был построен перекрёстный съезд. Почти год, до продления линии в сторону станции «Марьино», поезда из центра прибывали на каждый из путей поочерёдно, как сейчас на станции «Алма-Атинская», поэтому над одним из туннелей имелись неработающие интервальные часы, которые были демонтированы в 2011 году, но следы от них сохранились. Затем один из путей перекрёстного съезда был разобран, но возможность оборота поездов в случае необходимости на станции сохранилась.

## Пассажиропоток
По состоянию на 2002 год пассажиропоток станции[уточнить] составил 22,2 тысячи человек.
Согласно Порталу открытых данных Правительства Москвы, количество пассажиров, вошедших на станцию за III квартал 2024 года, составило 1 254 433 человек.

## Наземный общественный транспорт
На этой станции можно пересесть на следующие маршруты городского пассажирского транспорта:
- Автобусы: с4, 228, 312, 530, 551, 658, 713, т74, н5

## Галерея

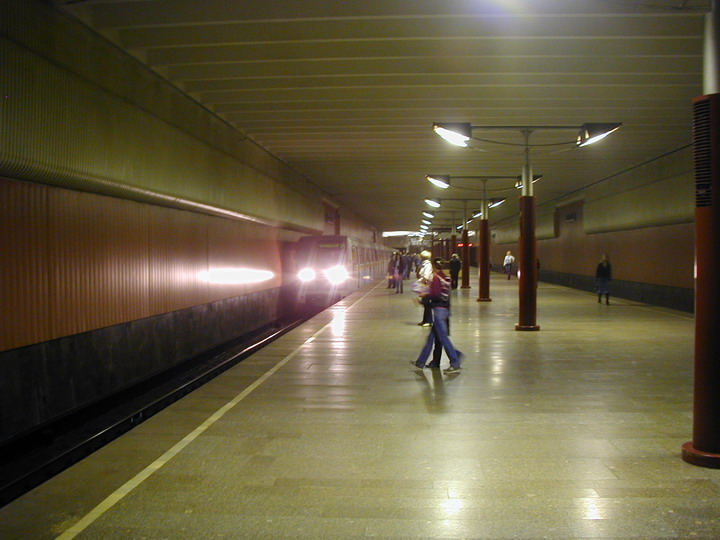
Посадочная платформа
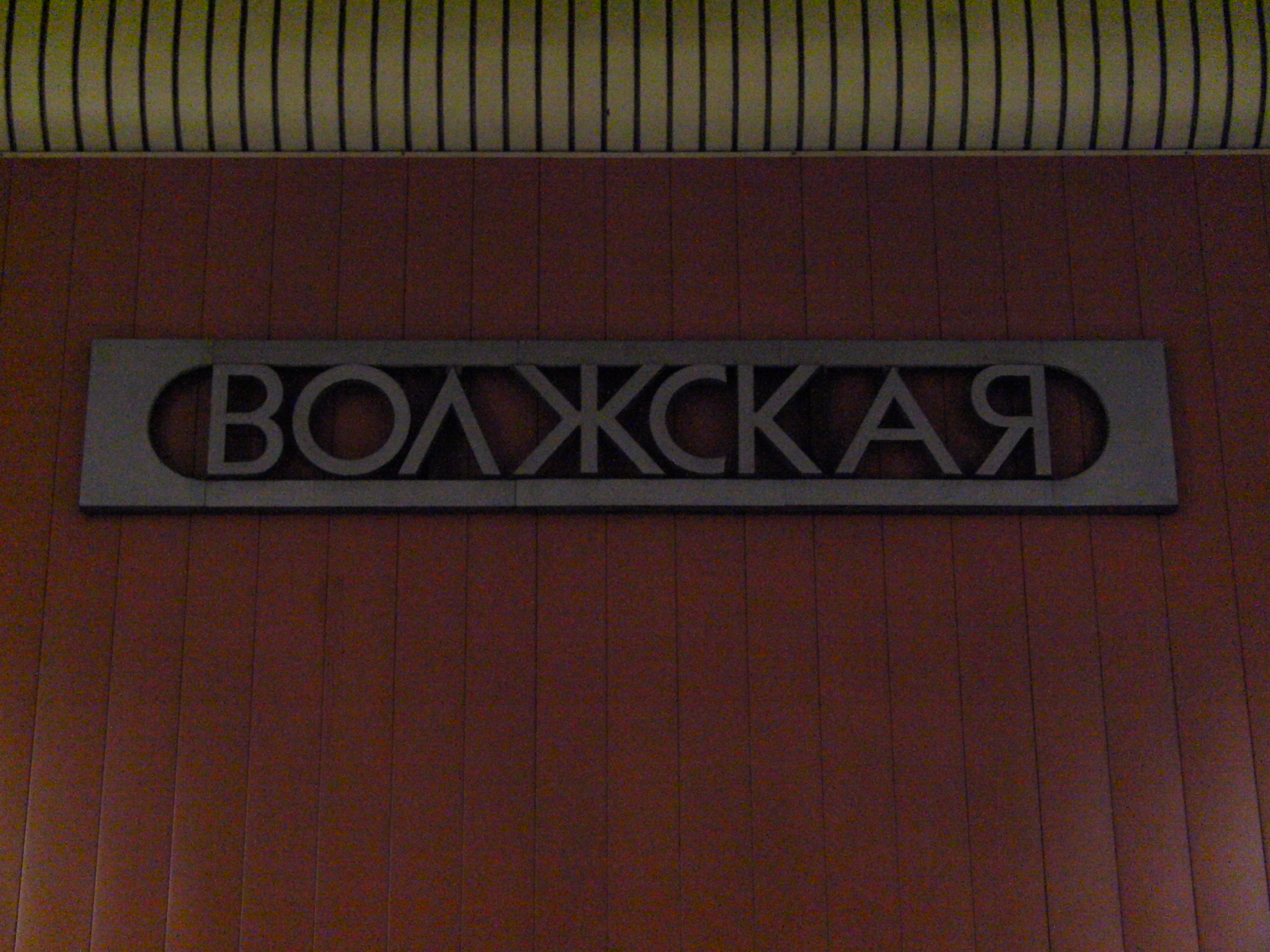
Название станции на путевой стене
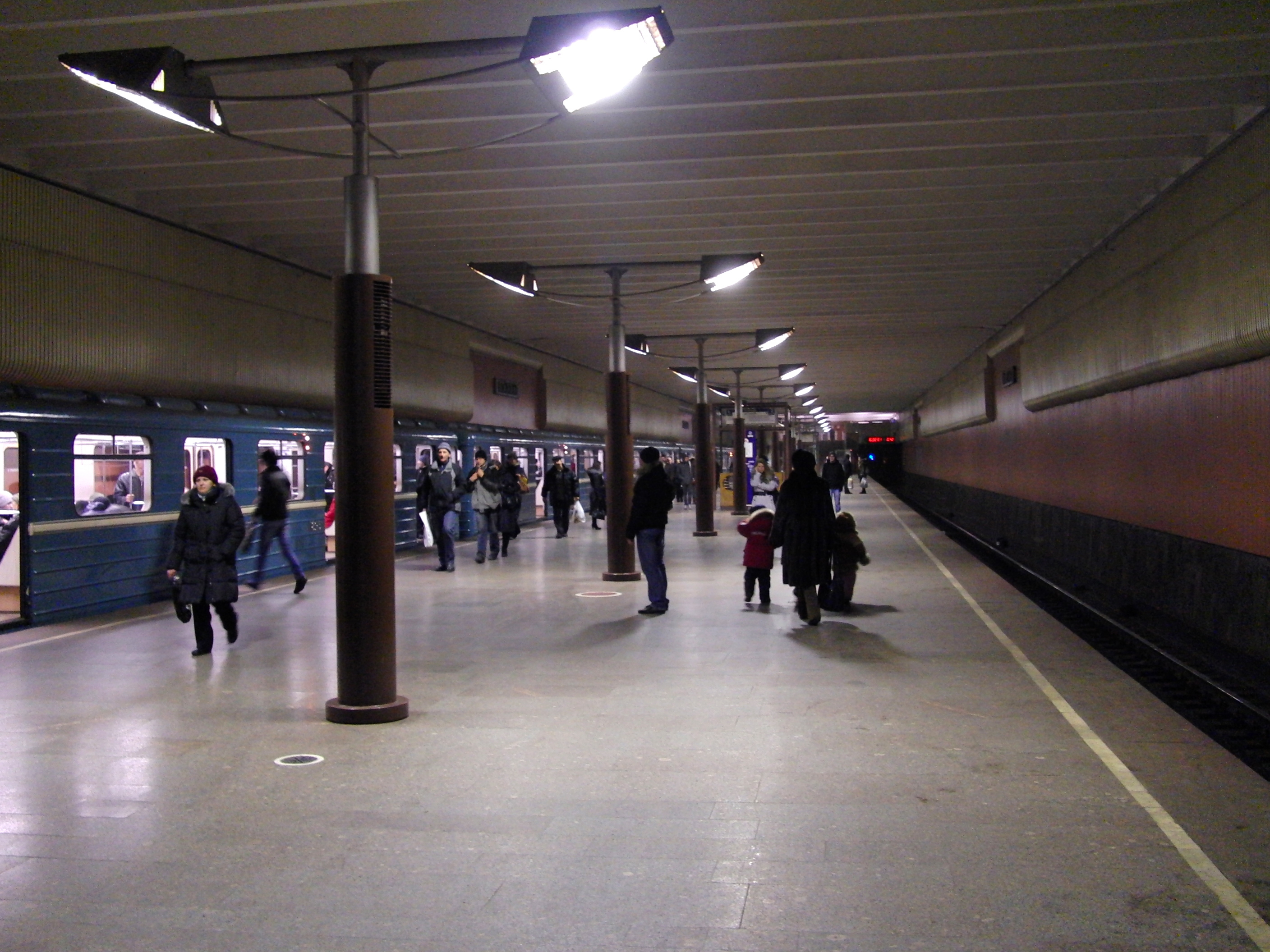
Поезд на станции
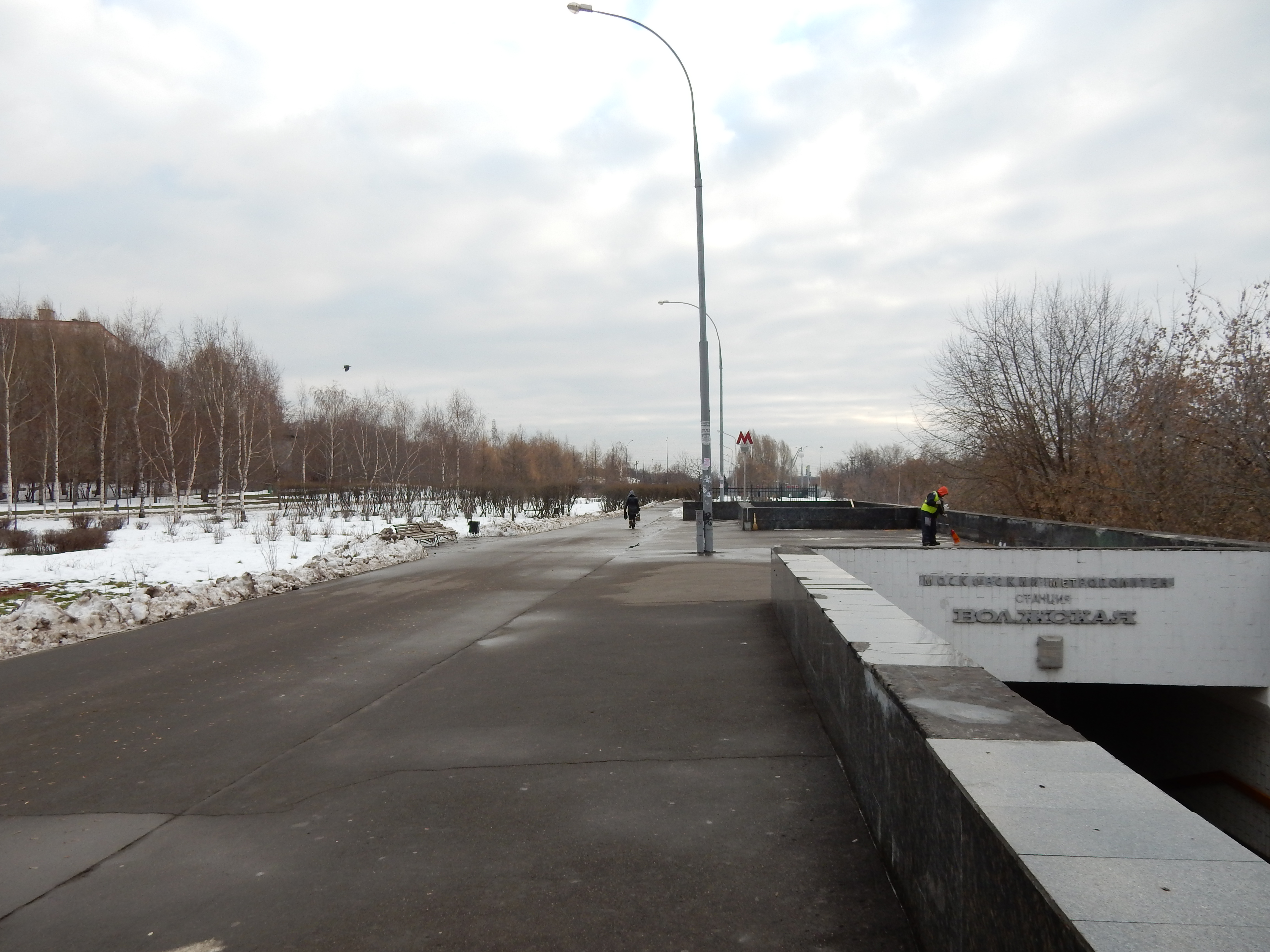
Западный вестибюль

## Станция в цифрах
- Таблица времени прохождения первого поезда через станцию[10]:

| По чётным числам              | Будние дни | Выходные дни |
| По нечётным числам            | Будние дни | Выходные дни |
| В сторону станции «Печатники» | 05:42:00   | 05:42:00     |
| В сторону станции «Печатники» | 05:43:00   | 05:43:00     |
| В сторону станции «Люблино»   | 05:52:00   | 05:56:00     |
| В сторону станции «Люблино»   | 05:55:00   | 05:56:00     |